# Abierto Juvenil Mexicano
O Abierto Juvenil Mexicano é um torneio de tênis júnior de prestígio disputado em quadras de saibro ao ar livre em novembro na Cidade do México. É um dos cinco torneios de Grau A, o equivalente júnior dos eventos ATP Masters ou WTA Premier Mandatory em termos de pontos de classificação distribuídos.

## Histórico
O Abierto Juvenil Mexicano foi classificado como um torneio de Grau A desde 2004. Anteriormente, também foi um torneio de Grau 1 de 1998 a 2003. O torneio foi criado em 1977 como a Copa Internacional Casablanca.

## Resultados passados
Foram utilizados dados da ITF.

### Simples
| ↓ Copa Internacional Casablanca Grau 2 ↓ |                              |                             |
| 1993                                     | José Jorge Esqueda Hernández | Anne Kremer                 |
| 1994                                     | Ramón Delgado                | Nannie de Villiers          |
| ↓ Grau 1 ↓                               |                              |                             |
| 1995                                     | Clemens Trimmel              | Barbara Schwartz            |
| 1996                                     | Sébastien Grosjean           | Mirjana Lučić               |
| 1997                                     | Nicolás Massú                | Zsófia Gubacsi              |
| 1998                                     | Aisam-ul-Haq Qureshi         | Gabriela Voleková           |
| 1999                                     | Dominik Meffert              | Ansley Cargill              |
| 2000                                     | Adrian Cruciat               | Ansley Cargill              |
| 2001                                     | Janko Tipsarević             | Jelena Janković             |
| 2002                                     | Marcos Baghdatis             | Matea Mezak                 |
| 2003                                     | Jerome Becker                | Michaëlla Krajicek          |
| ↓ Grau A ↓                               |                              |                             |
| 2004                                     | Phillip Simmonds             | Julia Cohen                 |
| 2005                                     | Donald Young                 | Aleksandra Wozniak          |
| 2006                                     | Thiemo de Bakker             | Julia Cohen                 |
| 2007                                     | Eduardo Peralta-Tello        | Julia Cohen                 |
| 2008                                     | César Ramírez                | Tanya Raykova               |
| 2009                                     | Julen Urigüen                | Ajla Tomljanović            |
| 2010                                     | Denis Kudla                  | Sachie Ishizu               |
| 2011                                     | Bruno Sant'Anna              | An-Sophie Mestach           |
| ↓ Abierto Juvenil Mexicano Grau A ↓      |                              |                             |
| 2012                                     | Stefano Napolitano           | Elizaveta Kulichkova        |
| 2013                                     | Nikola Milojević             | Belinda Bencic              |
| 2014                                     | Michael Mmoh                 | Dalma Gálfi                 |
| 2015                                     | Genaro Olivieri              | Amanda Anisimova            |
| 2016                                     | Miomir Kecmanović            | Taylor Johnson              |
| 2017                                     | Drew Baird                   | Alexa Noel                  |
| ↓ Mundial Juvenil Yucatan Grau A ↓       |                              |                             |
| 2018                                     | Santiago de la Fuente        | Diane Parry                 |
| 2019                                     | Thiago Agustín Tirante       | Victoria Jiménez Kasintseva |
| 2020                                     | Cancelado                    | Cancelado                   |

### Duplas
| ↓ Copa Internacional Casablanca Grau 2 ↓ |                                                       |                                          |
| 1993                                     | Ricardo Rosas Eduardo Villagómez                      | Henrieta Nagyová Zuzana Nemšáková        |
| 1994                                     | Gerardo Venegas Escalente Luis Uribe                  | Michaela Hasanová Martina Nedelková      |
| ↓ Grau 1 ↓                               |                                                       |                                          |
| 1995                                     | Vladimir Pavićević Kepler Orellana                    | Andrea Aura Narvaez Selin Nassi Tekikbas |
| 1996                                     | Rodolphe Cadart Sébastien Grosjean                    | Déborah Gaviria Silvia Uríčková          |
| 1997                                     | Jérôme Haehnel Julien Jeanpierre                      | Gitte Möller Lydia Steinbach             |
| 1998                                     | Artem Derepasko Igor Kunitsyn                         | Veronika Koksová Gabriela Voleková       |
| 1999                                     | John Paul Fruttero Lesley Joseph                      | Martina Babáková Ľubomíra Kurhajcová     |
| 2000                                     | Bruno Echagaray Santiago González                     | Eva Birnerová Ansley Cargill             |
| 2001                                     | Bruno Echagaray Santiago González                     | Eva Birnerová Ilona Somers               |
| 2002                                     | Stephen Amritraj Craig Evans                          | Petra Cetkovská Lucie Šafářová           |
| 2003                                     | Romano Tatuhey Bram Ten Berge                         | Andreja Klepač Aurelija Misevičiūtė      |
| ↓ Grau A ↓                               |                                                       |                                          |
| 2004                                     | Timothy Neilly Phillip Simmonds                       | Marina Eraković Bibiane Schoofs          |
| 2005                                     | Juan Martín del Potro David Navarrete                 | Ayumi Morita Erika Sema                  |
| 2006                                     | Thiemo de Bakker Peter Lucassen                       | Marrit Boonstra Renée Reinhard           |
| 2007                                     | Kellen Damico Jonathan Eysseric                       | Julia Cohen Valeria Pulido               |
| 2008                                     | Alfredo Moreno Manuel Sánchez                         | Krista Damico Nadja Gilchrist            |
| 2009                                     | Denis Kudla Nathan Pascha                             | Ajla Tomljanović Heather Watson          |
| 2010                                     | Gao Xin Ouyang Bowen                                  | Gabriela Dabrowski Marianne Jodoin       |
| 2011                                     | William Kwok Michael Rinaldi                          | An-Sophie Mestach Demi Schuurs           |
| ↓ Abierto Juvenil Mexicano Grau A ↓      |                                                       |                                          |
| 2012                                     | Connor Farran Frederico Ferreira Silva                | Elizaveta Kulichkova Ganna Poznikhirenko |
| 2013                                     | Nikola Milojević Frederico Ferreira Silva             | Karin Kennel Elise Mertens               |
| 2014                                     | Taylor Fritz Andrey Rublev                            | Anna Blinkova Fanny Stollár              |
| 2015                                     | Jay Clarke Miomir Kecmanović                          | Anna Blinkova Evgeniya Levashova         |
| 2016                                     | Andrew Fenty Yshai Oliel                              | Caty McNally Natasha Subhash             |
| 2017                                     | Sebastian Korda Nicolás Mejía                         | Dalayna Hewitt Peyton Stearns            |
| ↓ Mundial Juvenil Yucatan Grau A ↓       |                                                       |                                          |
| 2018                                     | Román Andrés Burruchaga Alejo Lorenzo Lingua Lavallén | Hurricane Tyra Black Cori Gauff          |
| 2019                                     | Dali Blanch Thiago Agustín Tirante                    | Elizabeth Coleman Guillermina Grant      |
| 2020                                     | Cancelado                                             | Cancelado                                |